# 8. Федис
8. Федис одржан је 09. и 10. октобра 2018. године у Дому Омладине Града Београда. 

### ФЕДИС 2018.
| Име серије           | Број епизода | Додатан опис    |
| -------------------- | ------------ | --------------- |
| Сенке над Балканом   | 20 епизода   |                 |
| Пси лају, ветар носи | 22 епизоде   |                 |
| Истине и лажи        | 344 епизоде  |                 |
| Мамини синови        | 42 епизоде   |                 |
| Шифра Деспот         | 70 епизода   |                 |
| Немањићи             | 13 епизода   |                 |
| Убице мог оца        | 53 епизоде   |                 |
| Државни посао        | 1430 епизода |                 |
| Комшије              | 114 епизода  |                 |
| Сумњива лица         | 72 епизоде   |                 |
| Конак код Хилмије    | 24 епизоде   | Гост из региона |
| Месо                 | 10 епизода   | Гост из региона |
| Чиста љубав          | 160 епизода  | Гост из региона |

1. Награда за најбољу ТВ серију: Сенке над Балканом
2. Награда за најгледанију ТВ серију: Сенке над Балканом
3. Награда за најбољу режију: Драган Бјелогрлић (Сенке над Балканом)
4. Награда за најбољи сценарио: Наташа Дракулић (Убице мог оца)
5. Награда за најбољу фотографију: Иван Костић (Сенке над Балканом)
6. Награда за најбољу монтажу: Стеван Марић (Пси лају, ветар носи)
7. Награда за најбољи костим: Иванка Крстовић (Санта Марија дела Салуте)
8. Награда за најбољу музику: Мањифико (Сенке над Балканом)
9. Награда за најбољу глумицу: Анита Манчић (Пси лају, ветар носи)
10. Награда за најбољег глумца: Марко Јанкетић (Убице мог оца)
11. Награда за најбољи глумачки пар: Зоран Пајић и Јана Милић (Истине и лажи)
12. Награда за најбољу ТВ серију из региона приказану у Србији: Конак код Хилмије
13. Награда за најбољу женску епизодну улогу: Милица Гојковић
14. Награда за најбољу мушку епизодну улогу: Милан Марић
15. Специјална награда ЗЛАТНА АНТЕНА за свеукупан допринос домаћој ТВ продукцији: глумица Мира Бањац

#### Жири
1. Иван Тасовац (Директор Београдске филхармоније)
2. Љиљана Благојевић (Глумица)
3. Мери Билић (Уредница листа ПОЛИТИКА)